# Красногорский тисовый лес
Красного́рский ти́совый лес — памятник природы регионального значения в Сахалинской области, образован решением Сахалинского облисполкома.
Памятник природы расположен на водоразделе рек Окуневка, Угловка и ручья Разведочного, впадающих в озеро Угловское (Томаринский городской округ Сахалинской области). Это единственный на острове Сахалин старовозрастной массив тиса остроконечного, возраст деревьев — свыше 100 лет, высота — 10—15 метров при диаметре ствола до 0,5—0,7 м.
Охраняемые объекты: Тис остроконечный (Taxus cuspidata).